# Distretto di Hua Sai
Il distretto di Hua Sai (in thailandese: หัวไทร) è un distretto (amphoe) della Thailandia, situato nella provincia di Nakhon Si Thammarat.